# 秋田県道9号秋田雄和本荘線
秋田県道9号秋田雄和本荘線（あきたけんどう9ごう あきたゆうわほんじょうせん）は、秋田県秋田市から由利本荘市に至る県道（主要地方道）である。秋田市四ツ小屋から由利本荘市徳沢まで主要地方道に指定されている。

## 概要
秋田市四ツ小屋の国道13号交差点から雄物川沿いに南下し、秋田市雄和新波字樋口より南西に折れ、由利本荘市徳沢で国道105号に接続する。この区間は主要地方道に指定されている区間である。
その先は全区間が国道105号と重複し、日本海東北自動車道 大内JCT（岩谷道路大内IC）から由利本荘市中心部を抜け終点・水林交差点で国道7号と合流する。

### 路線データ
- 延長 : 53.795 km[4]
- 実延長 : 32.695 km[4]
- 起点 : 秋田県秋田市四ツ小屋字与佐衛門川原412番2[1]（四ツ小屋入口交差点、国道13号交点）[5]
- 終点 : 秋田県由利本荘市水林366番（水林交差点、国道7号交点）[5]
- 未供用区間 : なし[4]
- 主要地方道指定区間 : 秋田市 - 由利郡大内町[3][注釈 1]

## 歴史
- 1959年（昭和34年）2月17日 - 下川大内秋田線（整理番号43）として由利郡大内村下川大内から秋田市大町までが秋田県道に認定される[6][7]。
- 1964年（昭和39年）12月28日 - 県道を再編し、秋田雄和本荘線として秋田県道に認定される[5]。
- 1993年（平成5年）5月11日 - 国道105号重複区間を除いた区間が主要地方道 秋田雄和大内線 に指定される[3]。
- 2011年（平成23年）6月24日 - 秋田市雄和戸賀沢 - 秋田市雄和女米木間のバイパスが開通する。
- 2023年（令和5年）3月19日 - 秋田市雄和相川のバイパスが開通する。同日に（新）水沢橋も開通[8]。
  - 7月17日 - 秋田市・由利本荘市境の田代平トンネル付近で土砂崩れ発生。通行止[9]

## 路線状況

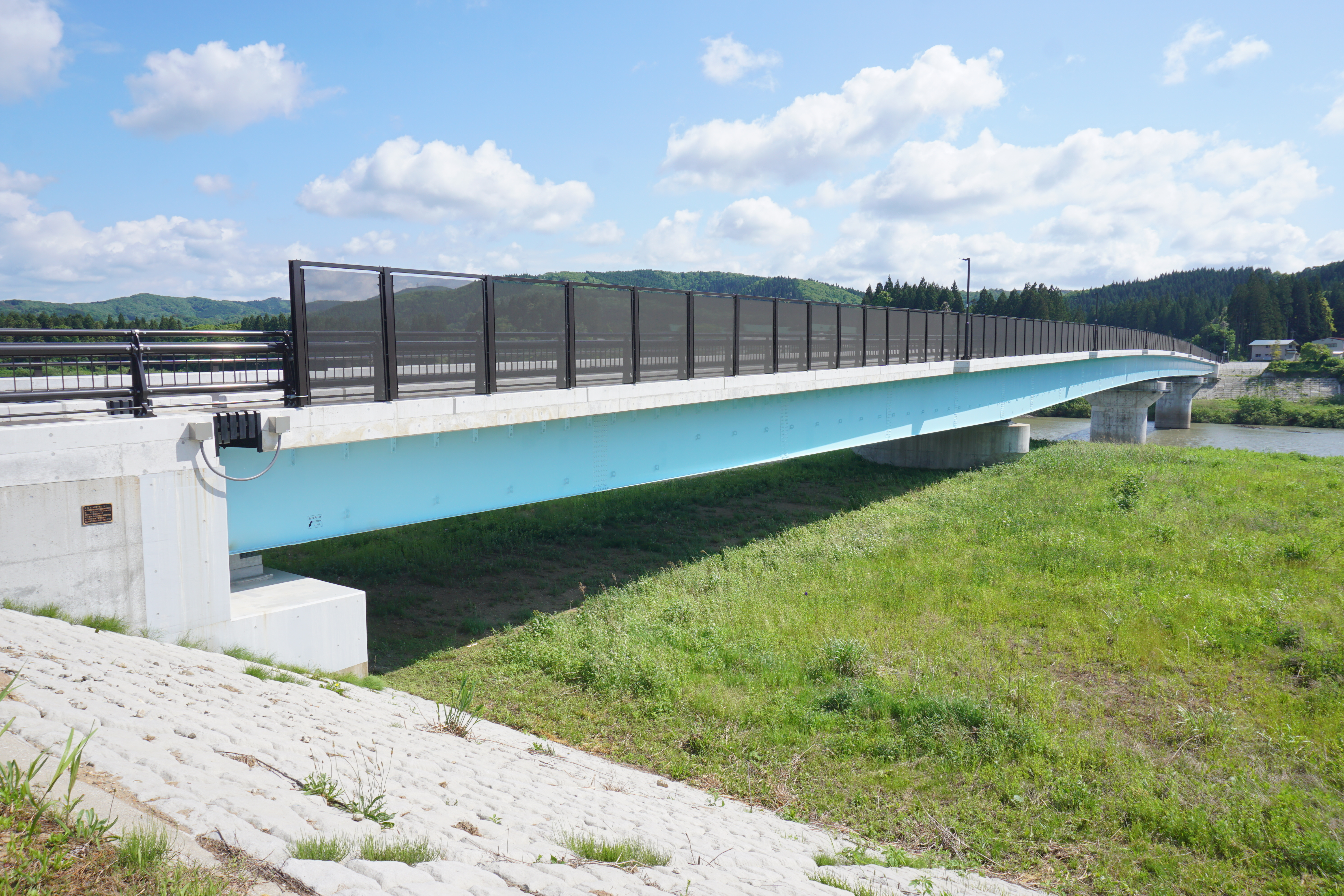
2023年3月に供用を開始した水沢橋

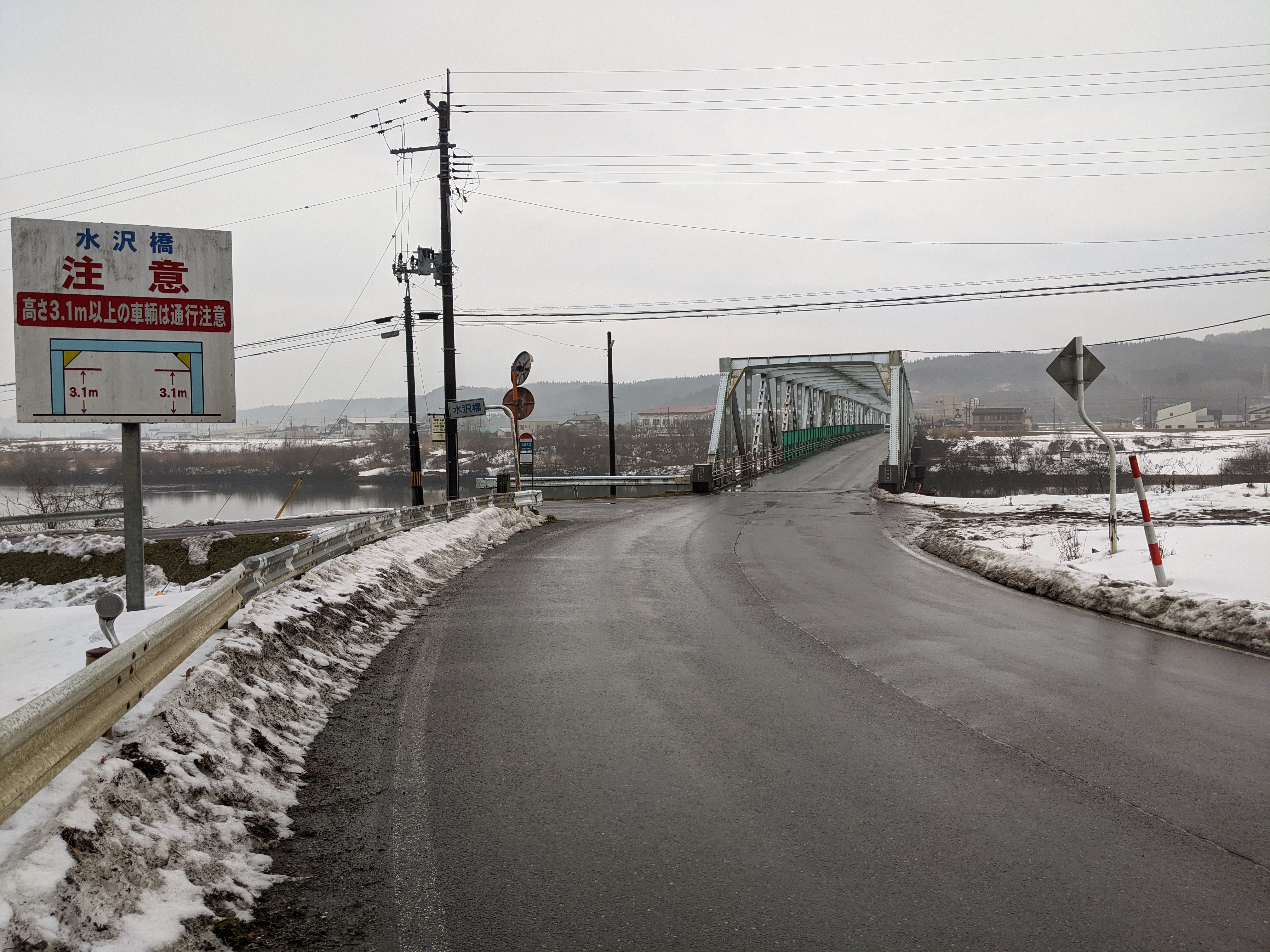
旧水沢橋

当道路は、秋田市から秋田空港へのアクセス道路として利用されていたころは、空港入口交差点（現・四ツ小屋入口交差点）から雄和市民サービスセンターまでは空港道路の愛称があった。あきたびラインなど、より利便性が高い道路が開通したことにより、愛称が廃止になり、起点の空港入口交差点が四ツ小屋入口交差点に変更された。
2011年6月24日には、秋田市雄和戸賀沢 - 秋田市雄和女米木間のバイパスが供用開始した。
2023年3月19日には秋田市雄和相川にてバイパスが供用開始。大型車のすれ違いが難しいほか老朽化が著しかった水沢橋が架け替えられ、バイパスも同時に整備された。

### 重複区間
- 国道341号（秋田市雄和女米木 - 秋田市雄和新波）、4.853 km[4]
- 秋田県道10号本荘西仙北角館線（秋田市雄和大正寺 - 由利本荘市井戸尻・水林交差点、終点）（以下の国道105号重複区間を含む）
- 国道105号（由利本荘市徳沢字大川原野 - 由利本荘市水林・水林交差点・終点）、16.247 km[4]
  - 秋田県道69号本荘岩城線（由利本荘市岩谷麓 - 由利本荘市山根）（国道105号と重複）
  - 国道107号・国道398号（由利本荘市一番堰 - 終点）（国道105号と重複）
  - 国道108号（由利本荘市二番堰 - 終点）（国道105号と重複）

### 冬期閉鎖区間
- なし[11]

### 交通不能区間
- なし[12]

### 道路施設
- 道の駅おおうち（羽後岩谷駅・併設）
- 水沢橋（雄物川）

## 地理

### 通過する自治体
- 秋田市 - 由利本荘市

### 交差する道路
| 施設名                                                     | 接続路線名                                     | 備考                                                                         | 所在地 |
| ---------------------------------------------------------- | ---------------------------------------------- | ---------------------------------------------------------------------------- | --- |
| 四ツ小屋入口交差点                                         | 国道13号 （=重複 国道46号）                    | 起点                                                                         | 秋田市四ツ小屋北緯39度40分32.8秒 東経140度8分05秒                                                           |
|                                                            | 秋田県道61号秋田御所野雄和線                   |                                                                              | 秋田市四ツ小屋北緯39度39分45.71秒 東経140度8分34.26秒                                                       |
| 秋雄大橋                                                   | 秋田県道402号秋田河辺雄和自転車道線 〈岩見川〉 |                                                                              | 秋田市雄和田草川北緯39度39分07.08秒 東経140度8分39秒                                                        |
|                                                            | 秋田県道65号寺内新屋雄和線                     | 県道65号終点                                                                 | 秋田市雄和椿川北緯39度36分44.82秒 東経140度9分35.41秒                                                       |
| 雄和市民サービスセンター前交差点 (秋田南消防署雄和分署前） | 秋田県道46号秋田空港線                         | 県道46号終点                                                                 | 秋田市雄和妙法字上大部48番地1号地先北緯39度35分25.47秒 東経140度10分9.22秒                                  |
| 水沢橋                                                     | 〈雄物川〉                                     |                                                                              | 秋田市雄和石田北緯39度35分13.9秒 東経140度10分11.0秒                                                        |
|                                                            | 秋田県道44号雄和岩城線                         | 重複区間                                                                     | 秋田市雄和相川・地内北緯39度34分53.93秒 東経140度10分13秒                                                   |
|                                                            | 国道341号                                      | 重複区間                                                                     | 秋田市雄和女米木北緯39度33分40.7秒 東経140度12分33.1秒 秋田市雄和新波北緯39度31分50.5秒 東経140度13分44.3秒 |
|                                                            | 秋田県道10号本荘西仙北角館線                   | 終点まで県道10号重複                                                         | 秋田市雄和新波北緯39度31分35.14秒 東経140度13分59.1秒                                                       |
| 以下国道105号重複区間                                      |                                                |                                                                              | |
| 徳沢交差点                                                 | 国道105号                                      |                                                                              | 由利本荘市徳沢北緯39度26分24.26秒 東経140度8分3.89秒                                                        |
|                                                            | 秋田県道69号本荘岩城線                         | 重複区間                                                                     | 由利本荘市大内三川 由利本荘市岩谷麓                                                                         |
| 道の駅おおうち                                             |                                                | 羽後岩谷駅                                                                   | 由利本荘市岩谷町                                                                                            |
| 大内IC                                                     | 岩谷道路（日本海東北自動車道）                 |                                                                              | 由利本荘市大谷                                                                                              |
| 一番堰交差点                                               | 国道107号 （=重複 国道398号）                  | 以下国道107・398号重複                                                       | 由利本荘市一番堰                                                                                            |
| 二番堰交差点                                               | 国道108号                                      | 以下国道108号重複                                                            | 由利本荘市二番堰                                                                                            |
| 御門交差点                                                 | 秋田県道165号羽後本荘停車場線                  | 県道165号終点                                                                | 由利本荘市鶴沼                                                                                              |
| 水林交差点                                                 | 国道7号 （=秋田市方面 重複 国道341号）         | 終点 国道105号・県道10号起点 国道107号・国道108号・ 国道341号・国道398号終点 | 由利本荘市水林                                                                                              |

### 沿線の施設など
- 秋田市消防本部秋田南消防署
- 秋田市南部市民サービスセンター
- JR東日本 奥羽本線 四ツ小屋駅
- 岩見川
- 新あきた農業協同組合雄和支店
- 秋田銀行雄和支店
- 秋田市雄和市民サービスセンター
- 秋田市立雄和中学校
- 雄和郵便局
- 雄物川
- 大正寺郵便局
- 秋田県農業試験場
- 新沢郵便局

国道105号重複区間
- JR東日本 羽越本線 羽後岩谷駅（道の駅おおうち併設）
- 由利組合総合病院
- JR東日本 羽越本線 羽後本荘駅
- 本荘公園